# Didier Ibrahim N'Dong
Didier Ibrahim N'Dong (Lambaréné, 17 juni 1994) is een Gabonees voetballer die bij voorkeur als defensieve middenvelder speelt. Hij verruilde FC Lorient in augustus 2016 voor Sunderland. N'Dong debuteerde in 2012 in het Gabonees voetbalelftal.

## Clubcarrière
N'Dong speelde veertig competitieduels voor het Tunesische CS Sfaxien. In januari 2015 trok hij naar FC Lorient, waar hij een contract tot medio 2019 tekende. Op 7 februari 2015 debuteerde de Gabonees international in de Ligue 1 tegen Stade de Reims. Op 20 september 2015 maakte hij zijn eerste competitietreffer tegen AS Monaco.  Op 7 november 2015 was N'Dong opnieuw trefzeker, ditmaal tegen Troyes AC. Op 31 augustus ging N'Dong voor een bedrag van 20 miljoen euro naar Sunderland AFC.

## Interlandcarrière
In 2012 debuteerde N'Dong als Gabonees international. In maart 2013 nam hij met Gabon -20 deel aan het Afrikaans kampioenschap voor spelers onder 20 jaar. In 2017 zat hij bij de selectie voor de Afrika Cup, dat werd gehouden in zijn thuisland.
1 Bachmann ·
2 Ngakia ·
3 Sierralta ·
5 Porteous ·
6 Pollock ·
7 Ince ·
8 Tsjakvetadze ·
10 Louza ·
11 Vata ·
12 Sema ·
13 Almeida ·
14 Dwomoh ·
15 Tikvić ·
16 Keben ·
17 Sissoko  ·
18 Jebbison ·
19 Bayo ·
20 Doumbia ·
21 Ogbonna ·
22 Morris ·
23 Bond ·
24 Dele-Bashiru ·
34 Baah ·
36 Ebosele ·
37 Larouci ·
39 Kayembe ·
45 Andrews ·
Coach: Cleverley